# Olsza (województwo podlaskie)
Olsza – wieś w Polsce położona w województwie podlaskim, w powiecie sokólskim, w gminie Dąbrowa Białostocka.
| SIMC    | Nazwa         | Rodzaj    |
| ------- | ------------- | --------- |
| 0026695 | Chorodówki    | część wsi |
| 0026703 | Nowa Olszynka | część wsi |
| 0026710 | Olszynka      | część wsi |

Wieś królewska ekonomii grodzieńskiej położona była w końcu XVIII wieku w powiecie grodzieńskim województwa trockiego. W latach 1975–1998 miejscowość położona była w województwie białostockim.
Wierni kościoła rzymskokatolickiego należą do parafii Najświętszej Maryi Panny Królowej Polski w Zwierzyńcu Wielkim.